# Rio di Ca' Corner
Il Rio di Ca' Corner si trova in Sestiere di San Marco e, proveniente dal Canal Grande, si insinua fino a raggiungere, dopo una curva a gomito, il Rio di Sant'Angelo.
Prende il nome del rinascimentale Palazzo Corner Spinelli, anche se veniva ricordato anche con il monte del retrostante Palazzo Sandi che aggetta sulle acque del canale interno.